# Новий час (Латвія)
Новий час (латис. Jaunais laiks, JL) — латвійська націонал-консервативна політична партія.
Заснована в 2002 році колишнім президентом Банку Латвії Ейнаром Репше. У 2002 році, під час виборчої кампанії, Новий час обіцяв боротися з корупцією і ухиленнями від податків. Згідно з обіцянками Нового часу збір податків до бюджету Латвії мав зрости до 400 мільйонів латів (близько 750 мільйонів $), що дозволило б збільшити фінансування багатьох програм і знизити податки. Крім того, програма Нового часу включає правоорієнтіровані реформи систем охорони здоров'я та освіти, такі, як перехід вищої освіти на повністю платну основу.
На виборах Восьмого Сейму 5 жовтня 2002 року партія отримала 23,9% голосів виборців і 26 з 100 місць у сеймі, утворивши найбільшу фракцію. Сформувала урядову коаліцію разом з трьома іншими партіями, пост прем'єр-міністра зайняв Ейнар Репше. У січні 2004 року коаліція розпалася і Репше подав у відставку, зберігши посаду лідера партії. З партії услід за цим вийшли два депутати Сейму, які заснували партію «Нові демократи».
Партія перебувала в опозиції до жовтня 2004 року, коли приєдналася до коаліційного уряду Айгара Калвітіса. Покинула коаліцію після скандалу, пов'язаного з купівлею голосів на місцевих виборах в Юрмалі, з яким пов'язують одного з коаліційних партнерів, Першу Партію. Новий час зажадав, щоб Перша Партія вийшла з коаліції, а 13 квітня 2006, отримавши відмову, всі міністри від Нового часу подали у відставку.
Лідер Нового часу з 2008 року — Солвіта Аболтиня, колишній міністр юстиції, глава парламентської фракції — Дзинтарс Закис.
Новий час є частиною Європейської Народної Партії, з 2004 року представлено 2 депутатами в Європейському парламенті.
На виборах Дев'ятого Сейму партія посіла третє місце з 16,38% голосів і 18 мандатами, залишившись найбільшою опозиційною партією.
6 серпня 2011, він був об'єднаний з двома іншими партіями, щоб сформувати нову політичну партію Єдність.